# 2019 a vasúti közlekedésben
Ez a szócikk a 2019-ben történt vasúti eseményeket mutatja be.

## Események a világban

### Dátumhoz köthető események
- január 2.  - vasúti baleset történt a Nagy-Bælt hídon Dániában.

## Események Magyarországon

### Dátumhoz köthető események
- május 21. - Elkészült a vasútvillamosítás Mezőzombor–Sátoraljaújhely között, a villamos vontatás megindulása későbbre várható.[1]
- július 2. - Elindult a villamos üzem Mezőzombor–Sátoraljaújhely között[2]